# Lost angel 〜あの日、碧にキミがいて〜
『lost angel 〜あの日、碧にキミがいて〜』（ロスト・エンジェル・あのひ・あおにキミがいて）は、日本の音楽ユニット・day after tomorrowの6作目の映像作品。

## 内容
前作『more than a million miles』から約3か月ぶりの映像作品。
トリプルA面による9thシングル「lost angel」の収録3曲をモチーフに、西浦正記を監督に迎え制作された連続ミュージック・ドラマが収録されている。
特典として本編に加えタイでのロケ撮影のメイキング映像も収録された。

## キャスト
- サチ：水橋貴己
- タケ：上地雄輔
- サチ（幼少時代）：今泉野乃香
- タケ（幼少時代）：栗原玲央

## スタッフ
- 監督：西浦正記
- 脚本：川邊優子
- プロデュース：鈴木芳治、清水淳司
- 撮影：安藝孝仁
- 照明：田代良男
- 照明助手：蓮池力
- VE：作田和矢
- 録音：金子徹
- 助監督：川名良和
- 制作：赤羽智比呂、二宮大輔
- ヘアメイク：川崎香子
- スタイリスト：棚橋公子、岡島千景
- ロケーションコーディネーター：大塚健嗣（TAO）、TUN
- オフライン編集：栗谷川純
- オンライン編集：高橋直孝
- MA：田辺邦明
- 音楽：イヤトイ
- 音響効果：佐藤卓嗣
- 協力：ANA、H.I.S、Hard Rock HOTEL PAITAYA、L'espace Vision、ビデオスタッフ、東新
- 制作：tomax、FCC
- 製作著作：avex group